# Brassband De Kempengalm
Brassband De Kempengalm is een Belgische brassband uit Vlimmeren, een deelgemeente van Beerse in de provincie Antwerpen. De vereniging bestaat uit een brassband, een samenspelgroep i.s.m. de academie van Turnhout, een opleidingsorkest "Crescendo" voor de allerkleinsten en het gelegenheidsorkest "De Kempener Blaaskapel".

## Geschiedenis
De Fanfare De Kempengalm werd opgericht op 15 januari 1907, en ontstond uit de toenmalige "Vlimmerse Zangvereniging". In de jaren 50 tot en met '70 scheerde De Kempengalm hoge toppen: ze promoveerden tot in superieure afdeling (de hoogste). Vanaf midden jaren 70 ging het weer stilaan bergaf, met een kleine opflakkering wanneer een nieuwe dirigent werd aangesteld. 
De Kempengalm nam echter een nieuwe start op 19 maart 1991: een nieuw bestuur met een duidelijke visie nam het roer over. Er werd een samenwerking aangegaan met de Stedelijke Academie voor Muziek, Woord en Dans van Turnhout. De Turnhoutse academie startte in september 1991 in Vlimmeren een nieuwe jeugdopleiding in samenwerking met De Kempengalm. De Kempengalm op haar beurt schakelde geleidelijk aan over van het klassieke fanfarerepertoire naar het brassbandrepertoire. Deze vruchtbare samenwerking leidde tot enerzijds een bloeiende muziekopleiding (met momenteel een 90-tal leerlingen) in Vlimmeren en anderzijds een verzekerde toekomst voor De Kempengalm. De oprichting van een jeugdorkest zorgt ervoor dat de jonge muzikanten op eigen tempo kunnen groeien. Ook het opleidingsorkest "Crescendo" zag in die periode het licht, en heeft tot doel de allerkleinsten spelenderwijs in te leiden in de blaasmuziek.
Op 13 oktober 2001 resulteerde deze periode van vernieuwing in een nieuwe naam: Koninklijke Fanfare-Brassband De Kempengalm. De Kempengalm was immers inmiddels niet alleen geëvolueerd naar het brassbandrepertoire, ook de bezetting was veranderd naar een complete brassbandbezetting, zij het met iets meer muzikanten dan een "klassieke" brassband. De overgang is inmiddels compleet: de naam werd in 2008 opnieuw veranderd naar Brassband De Kempengalm. 
Over de jaren heen werd De Kempengalm onder andere gedirigeerd door René Vermeyen, Eddy Avonds, Ivo Van Gils, Jef Vleugels, Yvonne Peters en Barthel Hendrickx. Sinds januari 2017 wordt de brassband gedirigeerd door Jeroen Van Ginneken.

## Concerten
De Kempengalm concerteert meerdere malen per jaar, zowel in eigen dorp als daarbuiten. Zo geeft zij haar jaarconcert steevast in het gemeenschapscentrum Het Heilaar (te Beerse) op de tweede zaterdag van mei. Dirigent en bestuur zorgen voor variatie in het programma met diverse andere concerten zoals kerkconcerten, dubbelconcerten, concerten in de open lucht, enzovoort.